# Эллинистическая Греция

## Македонский период
Известие о смерти Александра Македонского в 323 году до н. э. послужило сигналом к греческому освободительному восстанию, которое вошло в историю как Ламийская война, кончившаяся битвой при Кранноне, что в Фессалии (322), и поведшую за собой изменение афинской конституции в смысле олигархическом и помещение македонского гарнизона в Афинах. Беспощадностью и насилием сопровождалось победоносное шествие македонского наместника Антипатра и в других частях государства.
В 307 году до н. э. Деметрий I Полиоркет (сын диадоха Антигона I Одноглазого) с триумфом освободил Афины от владычества Кассандра (сына Антипатра), за что был обожествлён афинянами под именем «Сотер» («Спаситель»). В 304 году до н. э. Кассандр вновь пытается овладеть Афинами, но они остаются в державе Антигона I. В 301 году до н. э. после битвы при Ипсе царство Антигона I разделяется между Селевком и Лисимахом. В том же году шла в Греции ожесточённая борьба сначала между Кассандром  (сыном Антипатра) и Деметрием I Полиоркетом, затем между Деметрием I Полиоркетом и целой коалицией царей.
В 294 году до н. э. Деметрий I Полиоркет снова восстанавливает контроль над Афинами, умертвив Кассандрова сына Александра V. Его владычество в Македонии продолжается 6 лет. Когда Деметрий был изгнан из Македонии эпирским царём Пирром и бежал в Азию, сын его Антигон II Гонат сумел удержать за собой пелопонесские владения отца (287 год до н. э.). В 280 году до н. э. греческий десант Пирра высаживается в Италии. Однако власть Пирра в Греции была подорвана Лисимахом.
К 279 году до н. э. относится геройское отражение галльских полчищ союзными греческими войсками, причём больше других отличились этоляне. Года через два после этого Антигон II воцарился в Македонии, начав собой династию македонских царей до Персея, последнего царя Македонии, включительно.

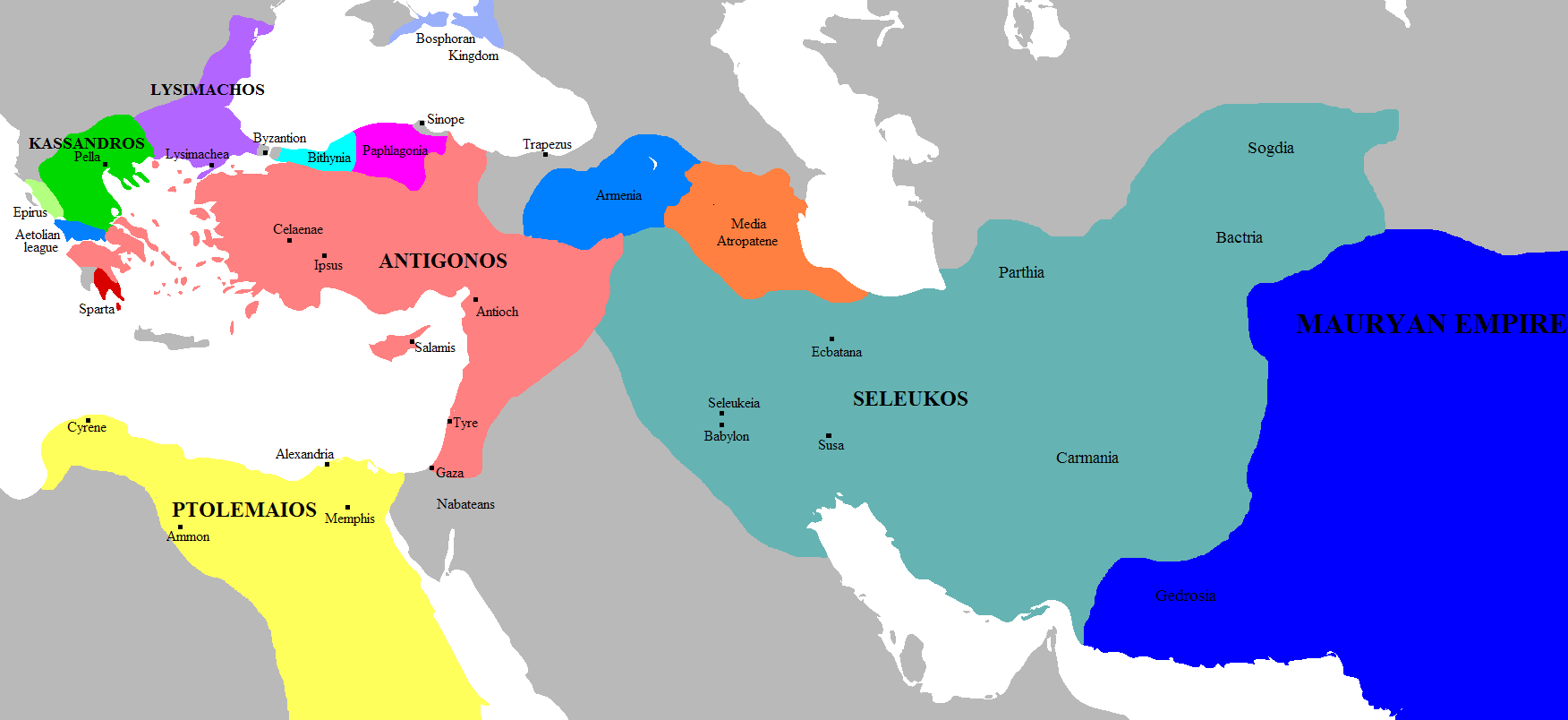
Греция под властью Кассандра и Антигона I Одноглазого
в 303 году до н. э.

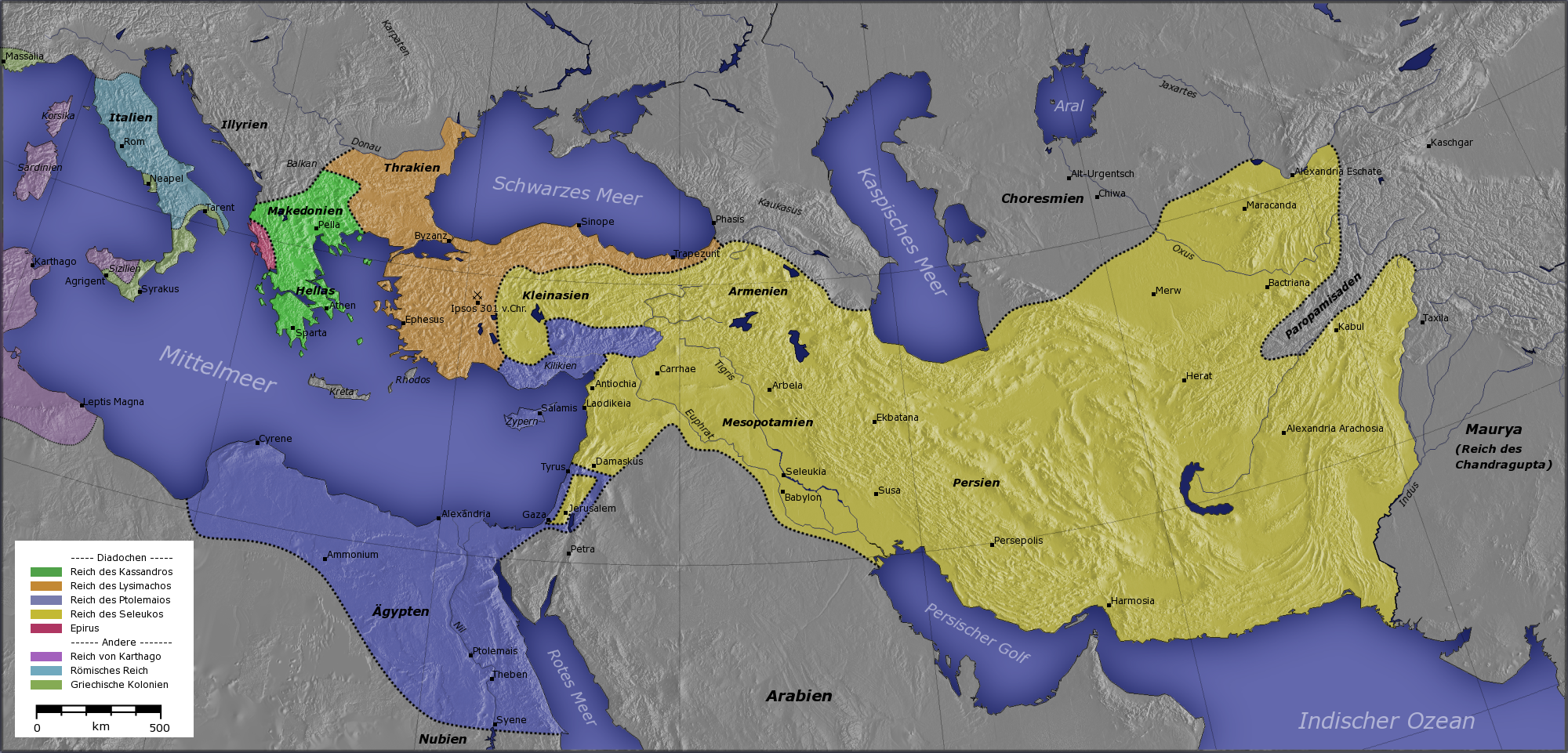
Раздел державы Александра Великого после битвы при Ипсе (301 до н. э.)

Кроме Македонии, контролировать Грецию пытались и другие эллинистические государства, что выразилось в Хремонидовой войне. Сражение у острова Кос в 261 году до н. э. упрочило гегемонию Македонии.

## Ахейский и Этолийский союзы
III—II века до н. э. в истории Греции ознаменовались образованием нескольких союзов на федеративных началах; из них крупнейшими стали Ахейский союз в Пелопоннесе и Этолийский в Средней Греции. Главная задача союзов состояла в освобождении греческих городов от македонских гарнизонов или тиранов и в обеспечении их от посягательств македонских царей. Союзные власти в обеих федерациях ведали только общесоюзными делами, не вторгаясь во внутренние отношения отдельных союзных общин. Гегемона или главенствующей общины в этих союзах не было; граждане союзных общин были в то же время гражданами союза, что и выражалось в наименованиях ахеян или этолян для граждан всех союзных общин без различия; самый союз назывался народом (ethnos).
Союзная власть последней располагала большей силой и авторитетностью, чем соответствующие органы Этолийского союза, в среде которого вожди отдельных племен предпринимали походы или совершали набеги на чужие земли и без ведома союзных властей. Верховным учреждением, как у ахейцев, так и у этолийцев было союзное собрание граждан. В союзах существовали ограниченные по составу советы или постоянные комитеты, ведавшие делами союзов. Высшим представителем исполнительной власти был союзный военачальник. Вопросы войны или мира, договоров и союзов, приема иностранных послов и т. п. подлежали ведению союзных властей. Силы двух союзов были разъединены соперничеством и войной и через то ослаблены. Вне союзов оставалась значительная часть Греции, бок о бок с ахейским союзом существовала Спарта, цари которой, Агис IV и Клеомен III, поставили себе задачей воскресить былую славу своего государства, вдохнуть в спартанцев былые доблести, освободить Грецию от македонян и утвердить спартанскую гегемонию.
Ахейский союз установлен был усилиями Марга из Кирены около 280 году до н. э., состоял сначала из 4 городов (Дима, Патры, Фары, Тритея), вскоре обнял все города древней Ахайи, а лет 30 спустя распространился за пределы этой области присоединением Сикиона (251). Виновником расширения союза был Арат Сикионский, 16 или 17 раз избиравшийся в союзные стратеги и в течение 30 лет определявший союзную политику ахеян. С течением времени в союз вошли Коринф, Мегара, Епидавр, Гермиона и др.
Клеоменова война (228—221) заставила Арата искать поддержки той самой чужеземной силы, освобождение от которой провозглашалось целью объединительного движения жителей острова Пелопоннес. Ахейцы заключили союз с Антигоном Досоном (223), который и явился на острове Пелопоннес устроителем эллинистических дел. Битва при Селласии (221), лишившее Клеомена царской власти, а Спарту — всех её завоеваний, утвердило главенство македонских царей над Грецией.

## Филипп V

Территория Греции в 200 году до н. э.

При наследнике Антигона, Филиппе V, вспыхнула Союзническая война между Ахейским союзом, которому помогал Филипп, и этолийцами. В 217 году до н. э. война кончилась миром, ввиду «надвигающегося с запада облака», то есть серьёзной опасности, угрожавшей со стороны Италии одинаково как грекам, так и македонянам. Знакомство римлян с Грецией относится к 224 году до н. э., когда они пошли войною на иллирийских пиратов, и греки взирали на них как на своих спасителей. Уже тогда римляне утвердились на острове Керкире и на иллирийском побережье.
Поводом к ближайшему вмешательству в дела Греции послужил для римского сената союз Филиппа V с Ганнибалом, в 215 году до н. э. Ещё не кончилась вторая Пуническая война, а римляне открыли военные действия против Филиппа на берегу Иллирия (214 год до н. э.). В 211 году до н. э. римляне заключили союз с этолянами против македонян; к этому союзу примкнули элейцы, мессеняне, лакедемоняне, царь Пергама Аттал, владыки Фракии и Иллирии; Филиппа поддерживали союзы ахейский, акарнанский и эпирский. В 205 году до н. э. воюющие стороны примирились; ещё раньше этоляне заключили сепаратный мир с Филиппом. К этому же времени относится блестящая победа ахеян, с Филопеменом во главе, над спартанцами и тираном их Набидом (207 год до н. э.).

## Расширение Рима
Только по окончании войны с Карфагеном (202) римляне возобновили своё наступление на греко-македонский Восток, под видом войны с Филиппом, которая закончилась битвой при Киноскефалах в 197 году до н. э. Вскоре римляне мобилизовали своих греческих союзников на войну против Спарты.
Выступившие на стороне римлян этоляне остались очень недовольны условиями мира; прочие греки скоро убедились, что они только переменили одного господина на другого, дело дошло до новой войны этолян с римлянами (192—188 годы до н. э.), причем в союзе с этолянами был царь Сирии, Антиох III. В 191 году до н. э. при Фермопилах Антиох был разбит римлянами, а года через два после того и этоляне должны были покориться Риму. Этолийский союз перестал существовать (189 год до н. э.).
Как прежде этоляне досадовали на римлян и возбуждали греков к войне с ними, так теперь недовольны были Римом и Филипп, и ахеяне, державшие сторону римлян в войне их с Антиохом и этолянами. Приблизительно к этому времени относится расширение ахейского союза, руководимого Филопеменом, на весь Пелопоннес. Спарта, Эллада, Мессении были присоединены к союзу (191—190).
Но как в Спарте, так и в Мессении существовали сильные партии, стоявшие за выделение этих областей из союза. Недовольные обращались с жалобами в Рим, который не отказывался от роли посредника, судьи и устроителя Пелопоннеса; при его содействии Мессения отложилась было от ахеян (183).
Возвращение Мессении в союз стоило жизни Филопемена, а с его смертью усилились внутренние смуты, умножились и поводы к вмешательству римлян в дела союза. Политическая борьба осложнялась социально-экономическою. В союзе боролись две партии: одна, не объявляя открытой войны Риму, старалась сохранить за союзом возможную меру независимости в действиях; другая настаивала на признании главенства Рима над союзом. Наиболее видными представителями обеих партий были Аристен и Калликрат, соответственно.

## Конец греческой независимости
В 171 году до н. э. началась Третья Македонская война, от Филиппа перешедшей к сыну его Персею. В 168 году до н. э. война кончилась истреблением македонской армии при Пидне. Македония объявлена была свободной и разделена на 4 республики, зависимые от Рима. В душе сочувствуя Персею и желая ему победы над более опасным врагом, греки, и в частности ахейский союз, точно соблюдали нейтралитет. Но такое поведение не удовлетворяло более сената. В 167 году до н. э. 1000 ахеян без всякой вины отвезены были в Рим, по подозрению в измене; в числе пленников находился и историк Полибий. 17 лет томились греки в неволе, пока уцелевшим из них дозволено было наконец возвратиться на родину. Возвращение пленных усилило раздоры в союзе.
В 149 году до н. э. македоняне, предводительствуемые Андриском, восстали против римлян, но были побеждены, и Македония обращена в римскую провинцию (148). Скоро после этого возмущение Спарты против союзных властей повело к решительному вмешательству сената в союзные отношения; по его требованию, Спарта, Коринф, Аргос, Гераклея и Орхомен были отторгнуты от союза (147).
В 146 году до н. э. вспыхнула Ахейская война, и два поражения, нанесенные союзным войскам в Локриде Эпикнемидской Метеллом и близ Коринфа, у деревни Левкопетры, Муммием, положили конец независимому существованию Греции. Тогда же был стерт с лица земли Коринф: мужчины были казнены, а женщины и дети проданы в рабство. Впрочем, Юлий Цезарь возродил город, заселив его вольноотпущенниками.
В 88 году до н. э. Аристион при помощи понтийского царя Митридата пытается свергнуть римское господство. Во время боевых действий римский полководец Сулла уничтожил в Афинах рощу Академии Платона.
Ко времени Августа она обращена была в римскую провинцию, под именем Ахаии.